# Красный Октябрь (Орловский район, Ростовская область)
Кра́сный Октя́брь — хутор в Орловском районе Ростовской области.
Входит в состав Майорского сельского поселения.

## Население
| 2010 |
| ---- |
| 157  |

## Улицы
- ул. Северная,
- ул. Степная,
- ул. Транспортная,
- пер. Школьный,
- пер. Шоссейный.